# Spiti

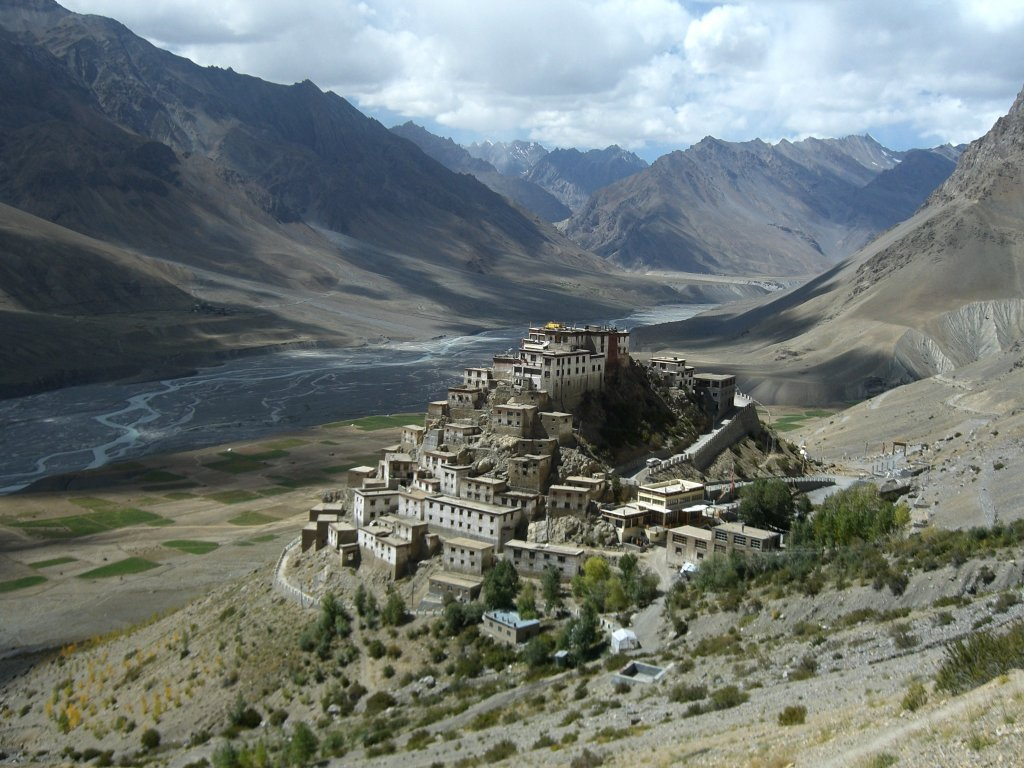
Klasztor Key – jeden z symboli Spiti

Spiti – pustynna dolina górska w Himalajach, w północno-wschodniej części indyjskiego stanu Himachal Pradesh, w dystrykcie Lahul i Spiti. Nazwa spiti oznacza "ziemia pośrodku", tj. pomiędzy Tybetem a Indiami. Dolina należy do najsłabiej zaludnionych obszarów Indii. Najważniejszym administracyjnie miastem jest Kaza (3200 mieszkańców), położona na wysokości 3600 m n.p.m.
Dolina jest otoczona wysokimi górami i prowadzą do niej jedynie dwie drogi. Północna droga dojazdowa prowadzi przez przełęcz Kunzum La do doliny Lahaul, a następnie przez Rohtang La pozwala dotrzeć do doliny Kulu i położonej w niej miejscowości Manali. Droga ta bywa co roku zamknięta do ośmiu miesięcy ze względu na opady śniegu. Droga na południe prowadzi przez dystrykt Kinnaur wzdłuż dawnej trasy Indo-Tibetan Highway do Shimli. Zasadniczo jest ona otwarta przez cały rok, w sezonie zimowym bywa jednak okresowo zamykana po burzach śnieżnych, a w letnim także z powodu aktywnego osuwiska Malling Nullah w pobliżu wioski Nako.
Ludność doliny Spiti wyznaje buddyzm tybetański. Znajdują się tu m.in. klasztory Key oraz Tabo – jedne z najstarszych na świecie, szczególnie cenione przez Dalajlamę.